# Пухново
Пухново — деревня в Куньинском районе Псковской области России. Административный центр Пухновской волости.
Расположена в 41 км к югу от райцентра Кунья.
Численность населения 289 жителей (2000 год).